# Championnat d'Algérie de basket-ball
Le championnat d'Algérie de basket-ball a été créé en 1963, et comprend les meilleurs clubs d'Algérie de basket-ball masculin.

## Histoire
C'est en 1932 que le basket a pris officiellement racine en Algérie. Discipline réservée alors exclusivement aux européens, elle s'ouvrit progressivement aux algériens notamment avec la création de sections de basket dans les clubs musulmans à partir de 1947. L'Algérois et l'Oranie comptaient 5 000 licenciés, alors que le Constantinois n'en recensait que 1 000.
Le basket-ball s'est développé en Algérie du temps de la colonisation, il y avait une ligue régionale menée par la Fédération française. Après l'indépendance de l'Algérie en 1962, Le championnat de basket-ball algérien a débuté la même année.

## Palmarès
Voici le palmarès du championnat depuis sa création en 1962.
| #   | Saison    | Champion        |
| --- | --------- | --------------- |
| 1re | 1962-1963 | ASM Oran        |
| 2e  | 1963-1964 | ASM Oran        |
| 3e  | 1964-1965 | ASM Oran        |
| 4e  | 1965-1966 | USM Alger       |
| 5e  | 1966-1967 | USM Alger       |
| 6e  | 1967-1968 | RAM Alger       |
| 7e  | 1968-1969 | USM Alger       |
| 8e  | 1969-1970 | Darak El-Watani |
| 9e  | 1970-1971 | RC Kouba        |
| 10e | 1971-1972 | Darak El-Watani |
| 11e | 1972-1973 | DRB Staoueli    |
| 12e | 1973-1974 | Darak El-Watani |
| 13e | 1974-1975 | DRB Staoueli    |
| 14e | 1975-1976 | OC Alger        |
| 15e | 1976-1977 | Darak El-Watani |
| 16e | 1977-1978 | Darak El-Watani |
| 17e | 1978-1979 | Darak El-Watani |
| 18e | 1979-1980 | Darak El-Watani |
| 19e | 1980-1981 | Darak El-Watani |
| 20e | 1981-1982 | Darak El-Watani |

| #   | Saison    | Champion                              |
| --- | --------- | ------------------------------------- |
| 21e | 1982-1983 | MP Alger                              |
| 22e | 1983-1984 | MC Oran                               |
| 23e | 1984-1985 | MP Alger                              |
| 24e | 1985-1986 | MP Alger 2é- MAHussein-Dey 3é- MPOran |
| 25e | 1986-1987 | MP Alger                              |
| 26e | 1987-1988 | OC Alger                              |
| 27e | 1988-1989 | MC Alger                              |
| 28e | 1989-1990 | WA Boufarik                           |
| 29e | 1990-1991 | WA Boufarik                           |
| 30e | 1991-1992 | WA Boufarik                           |
| 31e | 1992-1993 | WA Boufarik                           |
| 32e | 1993-1994 | WA Boufarik                           |
| 33e | 1994-1995 | OC Alger                              |
| 34e | 1995-1996 | OC Alger                              |
| 35e | 1996-1997 | WA Boufarik                           |
| 36e | 1997-1998 | WA Boufarik                           |
| 37e | 1998-1999 | WA Boufarik                           |
| 38e | 1999-2000 | MC Alger                              |
| 39e | 2000-2001 | MC Alger                              |
| 40e | 2001-2002 | WA Boufarik                           |

| #   | Saison    | Champion                    |
| --- | --------- | --------------------------- |
| 41e | 2002-2003 | MC Alger                    |
| 42e | 2003-2004 | MC Alger                    |
| 43e | 2004-2005 | MC Alger                    |
| 44e | 2005-2006 | MC Alger                    |
| 45e | 2006-2007 | NRB Staoueli                |
| 46e | 2007-2008 | GS Pétroliers               |
| 47e | 2008-2009 | AS PTT Alger                |
| 48e | 2009-2010 | GS Pétroliers               |
| 49e | 2010-2011 | GS Pétroliers               |
| 50e | 2011-2012 | GS Pétroliers               |
| 51e | 2012-2013 | CSM Constantine             |
| 52e | 2013-2014 | GS Pétroliers               |
| 53e | 2014-2015 | GS Pétroliers               |
| 54e | 2015-2016 | GS Pétroliers               |
| 55e | 2016-2017 | GS Pétroliers               |
| 56e | 2017-2018 | GS Pétroliers               |
| 57e | 2018-2019 | GS Pétroliers               |
| 58e | 2019-2020 | Annulé à cause du Covid-19. |
| 59e | 2020-2021 | Annulé à cause du Covid-19. |
| 60e | 2021-2022 | NB Staoueli                 |

| #   | Saison    | Champion   |
| --- | --------- | ---------- |
| 61e | 2022-2023 | USM Alger  |
| 62e | 2023-2024 | WABoufarik |
| 63e | 2024-2025 |            |

## National 1 saisons et finales depuis 1999
| Équipe           | Total | G | D |
| ---------------- | ----- | - | - |
| MC Alger         | 8     | 7 | 1 |
| CSM Constantine  | 1     | 1 | 0 |
| CRB Dar El Beida | 5     | 0 | 5 |
| US Sétif         | 1     | 0 | 1 |
| NA Hussein Dey   | 1     | 0 | 1 |
| COBB Oran        | 1     | 0 | 1 |
| nb Staoueli      | 2     | 0 | 2 |

| Saison                                        | Date                                | Réf | Champion                        | Series                                                                                | Score                                                  | Score                                                     | Score                                                                 | Vice-champion    | Entraîneur champion       |
| --------------------------------------------- | ----------------------------------- | --- | ------------------------------- | ------------------------------------------------------------------------------------- | ------------------------------------------------------ | --------------------------------------------------------- | --------------------------------------------------------------------- | ---------------- | ------------------------- |
| 1993-1994                                     | 23 juillet 1994                     | Al-chaab du lundi 2 janvier 1995, page 21                                                                                                 | Waboufarik                      | finale (un match)                                                                     |                                                        | 87-84                                                     |                                                                       | mcalger          |                           |
| 1996-1997                                     | 10 juillet 1997                     | | WABoufarik                      |                                                                                       |                                                        |                                                           | - match décisif (retour)                                              | NAHussein-Dey    |                           |
| 1997-1998                                     | 1998                                | Hebdomadaire Olympic no 228 du semaine du 20 au 26 juin 1998, page 17, et El-Mountakheb Al-Djadid no 104 du samedi 20 juin 1998, page 23. | WABoufarik                      | 2-0                                                                                   | journal El-Acil no 329 du lundi 15 juin 1998, page 18. | - match aller : jeudi 11 juin 1998 à Boufarik 92-75       | - match retour : mardi 16 juin 1998 à Staoueli 62-58 (mi-temps 33-36) | DRBStaouéli      | Benyabou                  |
| 1998-1999                                     | 1999                                | RTAlgerie (1) | WABoufarik                      | 2 - 0                                                                                 |                                                        | ?? (mi-temps : 38 - 35)                                   | 68-64 (mi-temps :29-31)                                               | DRBStaouéli      | karim rezig               |
| - finale des AS : à cinq reprises ; 1er match | jeudi 10 juin 1999 16h00 à Staoueli | 2é match à Staoueli le vendredi 11 juin 199 à 16h00.                                                                                      | 16, 17, 18 juin 1999 à Boufarik | le vainqueur qui a réussi à remporter trois manches sera champion d’Algérie 1998-1999 |                                                        | source : Le Matin no 2211 du jeudi 10 juin 1999, page 21. |                                                                       |                  |                           |
| 1999-2000                                     | 2000                                | | MC Alger                        |                                                                                       |                                                        |                                                           |                                                                       |                  |                           |
| 2000–2001                                     | 2001                                | | MC Alger                        | saison régulière                                                                      | saison régulière                                       | saison régulière                                          | saison régulière                                                      | ?                | Drapeau de l'Algérie      |
| 2001–2002                                     | avr 19–mai 24                       | [ 2 ] | WA Boufarik                     | Tournoi Play-off                                                                      | Tournoi Play-off                                       | Tournoi Play-off                                          | Tournoi Play-off                                                      | MC Alger         | Drapeau de l'Algérie      |
| 2002–2003                                     | ?–jui 13                            | [ 3 ] | MC Alger                        | Tournoi Play-off                                                                      | Tournoi Play-off                                       | Tournoi Play-off                                          | Tournoi Play-off                                                      | ?                | Bilal Faid                |
| 2003–2004                                     | juil 1–9                            | [ 4 ] | MC Alger                        | 2–1                                                                                   | 79–65                                                  | –                                                         | 79–56                                                                 | COBB Oran        | Bilal Faid                |
| 2004–2005                                     | ?– ?                                | [ 5 ] | MC Alger                        | Tournoi Play-off                                                                      | Tournoi Play-off                                       | Tournoi Play-off                                          | Tournoi Play-off                                                      | WA Boufarik      | Drapeau de l'Algérie      |
| 2005–2006                                     | ?– ?                                | [ 6 ] | MC Alger                        | Tournoi Play-off                                                                      | Tournoi Play-off                                       | Tournoi Play-off                                          | Tournoi Play-off                                                      | WA Boufarik      | Bilal Faid                |
| 2006–2007                                     | ?– ?                                | [ 7 ] | DRB Staouéli                    | Tournoi Play-off                                                                      | Tournoi Play-off                                       | Tournoi Play-off                                          | Tournoi Play-off                                                      | MC Alger         | Ahmed Loubachria          |
| 2007–2008                                     | ?– ?                                | [ 8 ] | MC Alger                        | Tournoi Play-off                                                                      | Tournoi Play-off                                       | Tournoi Play-off                                          | Tournoi Play-off                                                      | CRB Dar El Beida | Drapeau de l'Algérie      |
| 2008–2009                                     | ?– ?                                | , | AS PTT Alger                    | Tournoi Play-off                                                                      | Tournoi Play-off                                       | Tournoi Play-off                                          | Tournoi Play-off                                                      | GS Pétroliers    | Drapeau de l'Algérie      |
| 2009–2010                                     | mai 7–mai 22                        | [ 11 ] | GS Pétroliers                   | Tournoi Play-off                                                                      | Tournoi Play-off                                       | Tournoi Play-off                                          | Tournoi Play-off                                                      | CRB Dar El Beida | Ahmed Loubachria          |
| 2010–2011                                     | jui ?–juil 1                        | [ 12 ] | GS Pétroliers                   | 2–0                                                                                   | 109–78                                                 | 91–80                                                     | —                                                                     | CRB Dar El Beida | Bilal Faid                |
| 2011–2012                                     | oct 27–mai 29                       | | GS Pétroliers                   | saison régulière                                                                      | saison régulière                                       | saison régulière                                          | saison régulière                                                      | CSM Constantine  | Bilal Faid                |
| 2012–2013                                     | avr 30–mai 4                        | [ 13 ] | CSM Constantine                 | 2–1                                                                                   | 63–54                                                  | 85–64                                                     | 54–65                                                                 | GS Pétroliers    | ELHADJ HAMMICHE ELHACHEMI |
| 2013–2014                                     | mai 27–30                           | [ 14 ] | GS Pétroliers                   | 2–0                                                                                   | 91–73                                                  | 54–64                                                     | —                                                                     | CRB Dar El Beida | Sean Wallen               |
| 2014–2015                                     | mai 26–30                           | [ 15 ] | GS Pétroliers                   | 2–1                                                                                   | 75–64                                                  | 55–53                                                     | 66–69                                                                 | US Sétif         | Sean Wallen               |
| 2015–2016                                     | mai 24–28                           | [ 16 ] | GS Pétroliers                   | 2–1                                                                                   | 53–65                                                  | 55–88                                                     | 87–71                                                                 | CRB Dar El Beida | Bilal Faid                |
| 2016–2017                                     | juil 13–14                          | | GS Pétroliers                   | 2–0                                                                                   | 71–75                                                  | 94–61                                                     | —                                                                     | NA Hussein Dey   | Nicolas Meistelman        |
| 2017–2018                                     | mai 30-31                           | | GS Pétroliers                   | 2-0                                                                                   | 103-73                                                 | 111-92                                                    | ---                                                                   | NB Staoueli      | Sofiane Boulahya          |
| 2018–2019                                     | mai 18                              | | GS Pétroliers                   | 1-0                                                                                   | 102-68                                                 |                                                           |                                                                       | NB Staoueli      | Sofiane Boulahya          |
| 2021–2022                                     | juin 2-4                            | | NB Staoueli                     | Tournoi Play-off                                                                      | Tournoi Play-off                                       | Tournoi Play-off                                          | Tournoi Play-off                                                      | WA Boufarik      | Drapeau de l'Algérie      |

## Nombre de titres par club
| Rang | Club              | Champion (éditions) |
| ---- | ----------------- | --- |
| 1    | MC Alger          | 21 fois (1983, 1985, 1986, 1987, 1989, 2000, 2001, 2003, 2004, 2005, 2006, 2008, 2010, 2011, 2012, 2014, 2015, 2016, 2017, 2018 et 2019) |
| 2    | Darak El-Watani   | 11 fois ( 1970, 1972, 1973, 1974, 1975, 1977, 1978, 1979, 1980, 1981 et 1982)                                                            |
| 2    | WA Boufarik       | 9 fois (1990, 1991, 1992, 1993, 1994, 1997, 1998, 1999 et 2002)                                                                          |
| 4    | OC Alger          | 4 fois ( 1976, 1988, 1995 et 1996) |
| 5    | USM Alger         | 4 fois ( 1966, 1967, 1969 et 2023) |
| 5    | ASM Oran          | 3 fois ( 1963, 1964 et 1965) |
| 5    | NB Staouéli       | 2 fois ( 2007, 2022) |
| 8    | CSM Constantine   | 1 fois ( 2013) |
| 8    | AS PTT Alger      | 1 fois (2009) |
| 8    | MC Oran           | 1 fois (1984) |
| 8    | RC Kouba          | 1 fois (1971) |
| 8    | RA Mouradia Alger | 1 fois (1968) |

### Par ville
| Ville       | Titres | Clubs vainqueurs |
| ----------- | ------ | --- |
| Alger       | 44     | - MC Alger 21 fois - Darak Watani 11 fois - OC Alger 4 fois - USM Alger 3 fois - NB Staoueli 2 fois - RC Kouba 1, - RAM Alger 1, - ASPTT Alger 1, |
| Blida       | 9      | - WA Boufarik 9 |
| Oran        | 4      | - ASM Oran 3 - MC Oran 1 |
| Constantine | 1      | - CSM Constantine 1 |
| Total       | 56     | 4 villes / 12 clubs |

### Effectifs des champions d'Algérie de basket-ball hommes
| Saison      | Club                  | Effectif |
| ----------- | --------------------- | --- |
| 1962-1963   | ASM ORAN              | belakhder , , brahiti , chouicha , ben messaoud , a , brahimi , ben messaoud n , houbi , belhadj , khaldoun . |
| 1963-1964   | ASM Oran              | Belakhder, Benmessaoud. A, Brahimi, Benmessaoud. N, Houbi, Belhadji, Brahiti, Chouicha, Khaldoun |
| 1964-1965   | ASM Oran              | Belakhdar, Benmessaoud. A, Benmessaoud. N, Benmimoud, Chouicha, Brahiti, Mimoun, Brahimi, Hadjadji, Brahim. K |
| 1965-1966   | USM Alger             | Houbi, Lamari, Chakir, Zenir (2), Taitouche, Chaour, Zenir (1), Abderrahmani, Chaoui, Zirmi (1), Eermi (2). |
| 1966-1967   | USM Alger             | Houbi, Lamari, Zenir (1), Zenir (2), Zirmi, Benhaddad, Abderrahmani, Bonischot , Chakir, Taibouche. |
| 1967-1968   | Rama Alger            | Chetteb, Attallah, Mehenni m, Mehenni y, Sellali, Benmeridia, Benmesbah n, Benmesbah h, Ben idir, Benmesbah Z Manager : Zeboudj. |
| 1968-1969   | USM Alger             | Houbi, Chaour, Lamari, Zenir, Bourrouag, Zioui, Bonischot, Chachoua. |
| 1969-1970   | Gendarmerie Nationale | Zenati tayeb, Benahmed, Khoualef, Khaies, Chaoui, Aiouaz, Djadoun Entraineur : Si Hassen. |
| 1971-1972   | Gendarmerie Nationale | Djadoun, Khoulef, Aiouaz, Dellil, Zenati tayeb, Khaies, Boualem, Chaoui, Nafai, Djaidjai, Branci, Driouche, Mohamed salah Entraineur : Si Hassen. |
| 1972 - 1973 | Gendarmerie Nationale | Zenati tayeb, Aiouaz, Chaoui, Khaies, Dellil, Djadoun, Nafai, Bachir Cherif Entraineur : Si Hassen. |
| 1973-1974   | Gendarmerie Nationale | Zenati tayeb, Khoualef, Khaies, ould hocine, Djaidjai, Branci, Boulouh, Athmani, Adjouri, Abdenbi, Nafai, Aiouaz, Boualem, Zine, Dellil driouche, Man, Si Hassen. |
| 1974-1975   | Gendarmerie Nationale | Boulouh, Yahia, Branci, Khoulef, Zenati tayeb, Khaies, Djaidjai, Ladjouri, Nafai, Aiouaz, ould hocine Entraineur : Si Hassen |
| 1975-1976   | CS DNC Alger          | Terrai (1), Terrai (2), Terrai (3), Bisker, Khoukhi, Chachoua, Dali, Nedjebe Entraineur : abdelhadi. |
| 1976-1977   | Dark Watani           | Nafai,Oould Mohamed, Ladjouri, Berraf, Aiouaz, Zenati, Khaies, Djaidjai, Hadadi, Dine Entraineur : Si Hassen. |
| 1977-1978   | Dark Watani           | Aiouaz, Zenati, Khaies, Berraf, Djaidjai, Hadadi Entraineur : Si Hassen. |
| 1978-1979   | Dark Watani           | Berraf, Khaies, Zenati, Hadadi, Abdenbi, Boualem, Keskes, Atmani, Boulouh, Djaidjai, Bouridah, Maalem Entraineur : Si Hassen. |
| 1979-1980   | Dark Watani           | Zenati, Khacef, Mokrani, Keskes, Abdenbi, Khaies, Djaidjai, Slimani, Aktouf, Aiouaz, Terrai, Branci, Athmani, Boudjedra Entraineurs : poplavski et Si Hassen. |
| 1980-1981   | Dark Watani           | Zenati, Aktouf Kamel, Djaidjai, Slimani, Keskes, Dahmoun, Khacef, Terrai, Benabid Entraineurs : poplavski et Si Hassen. |
| 1981-1982   | Gendarmerie Nationale | Khaies, Keskes, Djaidjai, Abdenbi, Zenati Tayeb. |
| 1982-1983   | M P ALGER             | Hadadi, Mezouane, Zine, Lamari, Achour, Cherabi, Salemkour, Roumane, Aktouf Kamel, Slimani, Dahmoune, Boulouh, Boumaiza Entraineur : Bencheman |
| 1983-1984   | MP Oran               | Abdelhadi, Kamraoui, Dergam, Bentayeb, Bouzid, Slami, Soudani, Moudhene, Benhounette, Segheir, Meguenni, Bensoltane Entraineur : Kaddour Belakhdar |
| 1984-1985   | MP Alger              | Hadadi, Benabid, Zine, Mehani, Barka, Sellal, Salemkour, Aktouf faycal, Aktouf Kamem, Slimani, Dahmoune, Achour, Man : Bencheman et Laamari |
| 1985-       | MP Alger              | Hadadi, Benabid, Zine, Malki, Barka, Sellal, Mehani, Aktouf K, Aktouf f, Slimani, Dahmoune, Mezouane, Salemkour, Roumane Entraineur : Bencheman |
| 1986-1987   | MP Alger              | Benabid, Malki, el-mehnaoui, Sellal, Mehani, Aktouf faycal, Aktouf Kamel, Slimani Entraineur : Bencheman. |
| 1987-1988   | IRB / ECTAlger        | Achit, Boulouh, Sebkhi, Houri, Yahia, Maali, Bellal, Ghedioui S, Benmoumen, Mostaghanemi, Ghedioui C, Reguig Entraineur : Terrai Rabah |
| 1988-1989   | Mouloudia d'Alger     | Aktouf Faycal, Zine, Slimani, El-Mahnaoui, Faid, Chiah, Malki, Bellal, Mezouane, Aktouf Kamel, Bagga Entraineur : Bencheman. |
| 1989 - 1990 | WABoufarik            | benyabou ahmed , menacer liès , degrar faycal ,rezzik karim , ait saada ali , oumzaouche smain , kaouane ahmed , mehnaoui khaled , aissat feth ennour , dahmani mohamed , mehnaoui samir , reggab nabil , menassel noureddine , benmessai ouahid , oubelkacem farid lebig hacène . - dts : sadate mahrez . (source : el-hadef numéro 903 du dimanche 15 juillet 1990 page 10 . |
| 1998-1999   | WABOUFARIK            | tedjeddine sahraoui , djillali , amrani , kessi smail , yahia cherif , aliane nabil , drouna , smail mohamed , rekeb amine , cheniaf , mechouma fawzi , mehnaoui khaled , * entraineur : karim rezig . |